# Hippocastanaceae
Famille
Classification APG II (2003)
Classification APG III (2009)
La famille des Hippocastanacées regroupe des plantes dicotylédones. Selon Watson & Dallwitz elle comprend 15 espèces réparties en deux genres :
- Aesculus
- Billia (en)

Additionnellement, le genre Handeliodendron (en) peut être inclus dans cette famille.
Ce sont des arbres ou des arbustes des régions tempérées à tropicales.

## Étymologie
Le nom vient de Hippocastanum, issu du grec ιππος / hippos, cheval, et καστανών / kastanon, châtaigne, littéralement « châtaigne ou marron de cheval ». Ce mot est un nom de genre chez Gaertner et chez Tournefort, mais est devenu l'épithète spécifique du « marronnier d'Inde », Aesculus hippocastanum.

## Classification
En classification phylogénétique APG II (2003) et en classification phylogénétique APG III (2009) cette famille est invalide et ses genres sont incorporés dans la famille Sapindaceae.

## Utilisation
Dans les régions tempérées, l'espèce la plus notable est le marronnier d'inde (Aesculus hippocastanum) un grand arbre largement planté comme arbre d'ornement dans les parcs et jardin.